# Kemal Kılıçdaroğlu
Kemal Kılıçdaroğlu (Ballıca, 17 december 1948) is een Turkse econoom, gepensioneerde staatsambtenaar en politicus. Tussen 2010 en 2023 was hij de partijvoorzitter van de Republikeinse Volkspartij (CHP) en leider van de oppositie in Turkije. 

## Levensloop

### Jeugd en studies
Kemal Kılıçdaroğlu werd geboren op 17 december 1948 in het district Nazımiye van de provincie Tunceli. Kılıçdaroğlu komt uit een gezin met zeven kinderen. Zijn vader Kamer Kılıçdaroğlu was een ambtenaar bij het Turkse kadaster. Zijn moeder, Yemuş, was een huisvrouw. Zijn familienaam werd in de jaren 50 door zijn vader veranderd van Karabulut naar Kılıçdaroğlu. Kılıçdaroğlu is getrouwd en heeft drie kinderen.
Hij ging naar de lagere en middelbare school in verschillende delen van Anatolië, zoals Erciş, Tunceli, Genç en Elazığ. In 1971 studeerde hij af aan de Academie voor Economische Wetenschappen en Handelswetenschappen van Ankara (Gazi-universiteit, faculteit Economie en Administratieve Wetenschappen). In 1971, toen hij zijn bacheloropleiding had afgerond, ging hij na het examen als Assistent Accountant aan de slag bij het Ministerie van Financiën.

### Loopbaan
Kemal Kılıçdaroğlu vervolgde zijn baan als boekhouder tot 1983 en werd in datzelfde jaar benoemd tot lid van de Algemene Directie van Inkomsten. Hier was hij eerst hoofd van een afdeling, later plaatsvervangend algemeen directeur van dezelfde instelling.
Hij werd in 1991 benoemd tot lid van Bağ-Kur en in 1992 stapte hij over naar de algemene directie van de Sociale Verzekeringsinstelling (SKK). Daarna was hij korte tijd plaatsvervangend ondersecretaris bij het ministerie van Arbeid en Sociale Zekerheid van de Republiek Turkije en in januari 1999 met pensioen bij de algemene directie van de socialeverzekeringsinstelling. Hij was de baas van de Sociale Verzekeringsinstelling (SSK) van 1992 tot 1996 en daarna ook weer van 1997 tot 1999.   

### Politieke carrière
De politieke ambities van Kılıçdaroğlu kregen gestalte in de aanloop naar de Turkse parlementsverkiezingen van 1999. Als potentieel parlementslid voor de Demokratik Sol Parti (DSP) trad hij terug als algemeen directeur van de Turkse sociale verzekeringsinstelling (SSK). Echter, werd zijn wens niet gehonoreerd door partijvoorzitter Bülent Ecevit. Op uitnodiging van Deniz Baykal kwam hij in 2002 binnen de geledingen van de Republikeinse Volkspartij (CHP).
Na de 15de parlementsverkiezingen, die op 3 november 2002 werden gehouden, trad Kemal Kılıçdaroğlu toe tot het Turkse parlement als afgevaardigde van Istanboel. Hij werd verkozen tot parlementslid en de fractievoorzitter van de CHP. Hij zou nog meermaals herkozen worden en ruim twintig jaar parlementslid blijven, van 2002 tot 2015 voor het tweede kiesdistrict van Istanboel en van 2015 tot 2023 voor het tweede kiesdistrict van Izmir.
Kılıçdaroğlu maakte deel uit van de centrale raad van bestuur van de CHP en diende na de algemene verkiezingen van 22 juli 2007 als plaatsvervangend voorzitter van de CHP-fractie. In de lokale verkiezingen in 2009 werd hij genomineerd voor het burgemeesterschap van Istanboel, maar verloor deze verkiezing van de AKP.
Nadat Deniz Baykal in mei 2010 als CHP-leider aftrad na een seksschandaal, kondigde Kılıçdaroğlu zijn kandidatuur voor het partijvoorzitterschap aan. Hij werd unaniem voor deze functie verkozen tijdens het 33e congres van de CHP op 22 mei 2010. Kılıçdaroğlu werd gezien als iemand die de CHP nieuw leven zou inblazen en kreeg de bijnaam de Turkse Gandhi. De CHP is een partij die zeer veel waarde hecht aan de principes van Atatürk. Onder partijleider Kılıçdaroğlu begon de CHP zich te profileren als centrumlinkse, sociaaldemocratische partij en probeerde zij af te rekenen met haar imago van logge staatspartij. Daarnaast trachtte de CHP met het aantrekken van prominente progressieve intellectuelen in de hoogste geledingen van de partij nieuwe kiezersgroepen aan zich te binden.
Met zijn verkiezing tot nieuwe partijvoorzitter werd hij ook oppositieleider. Daarnaast werd hij op 31 augustus 2012 verkozen tot plaatsvervangend voorzitter van de Socialistische Internationale (SI), een functie die hij bekleedde tot december 2014.
Ondanks de toename aan stemmen voor de partij, was de CHP (tot 2023 aan toe) niet groot genoeg om de huidige regerende partij (AKP) af te zetten. Als leider van de oppositie was het de strategie van Kılıçdaroğlu om grote coalities te vormen met andere partijen, die culmineerden in de vorming van de Nation Alliance en de daaropvolgende overwinningen van CHP bij de lokale verkiezingen van 2019. 
Kılıçdaroğlu werd de belangrijkste presidentskandidaat van de oppositie voor de Turkse presidentsverkiezingen in mei 2023. Hij verloor echter tegen zittend president Erdoğan. Op 5 november verloor hij vervolgens de eerste ronde van de leiderschapsverkiezingen van de CHP, waarna hij zich terugtrok uit de race. Özgür Özel werd zijn opvolger.